# 踏实河
踏实河又名榆林河，因流经著名石窟－榆林窟而得名，位于中华人民共和国甘肃省酒泉市，是疏勒河的主要支流之一。